# Galeb (jachta)
Galeb (česky: racek) byla cvičná loď jugoslávského námořnictva, která byla 27 let využívána jako jachta prezidenta Socialistické federativní republiky Jugoslávie Josipa Broza Tita. Tito na palubě Galebu podnikl celkem 18 státních návštěv, na lodi strávil 318 dní a urazil vzdálenost přes 86 000 námořních mil. Původně se jednalo o italský pomocný křižník Ramb III, ukořistěný za druhé světové války Německem a roku 1944 potopený spojeneckým letectvem. Po válce byl vyzvednut a zařazen do jugoslávského námořnictva jako cvičná loď. Vyřazen byl roku 1991 a následně mnoho let chátral v přístavu. Roku 2009 jej získalo město Rijeka. Probíhá jeho přeměna na muzejní loď.

## Historie

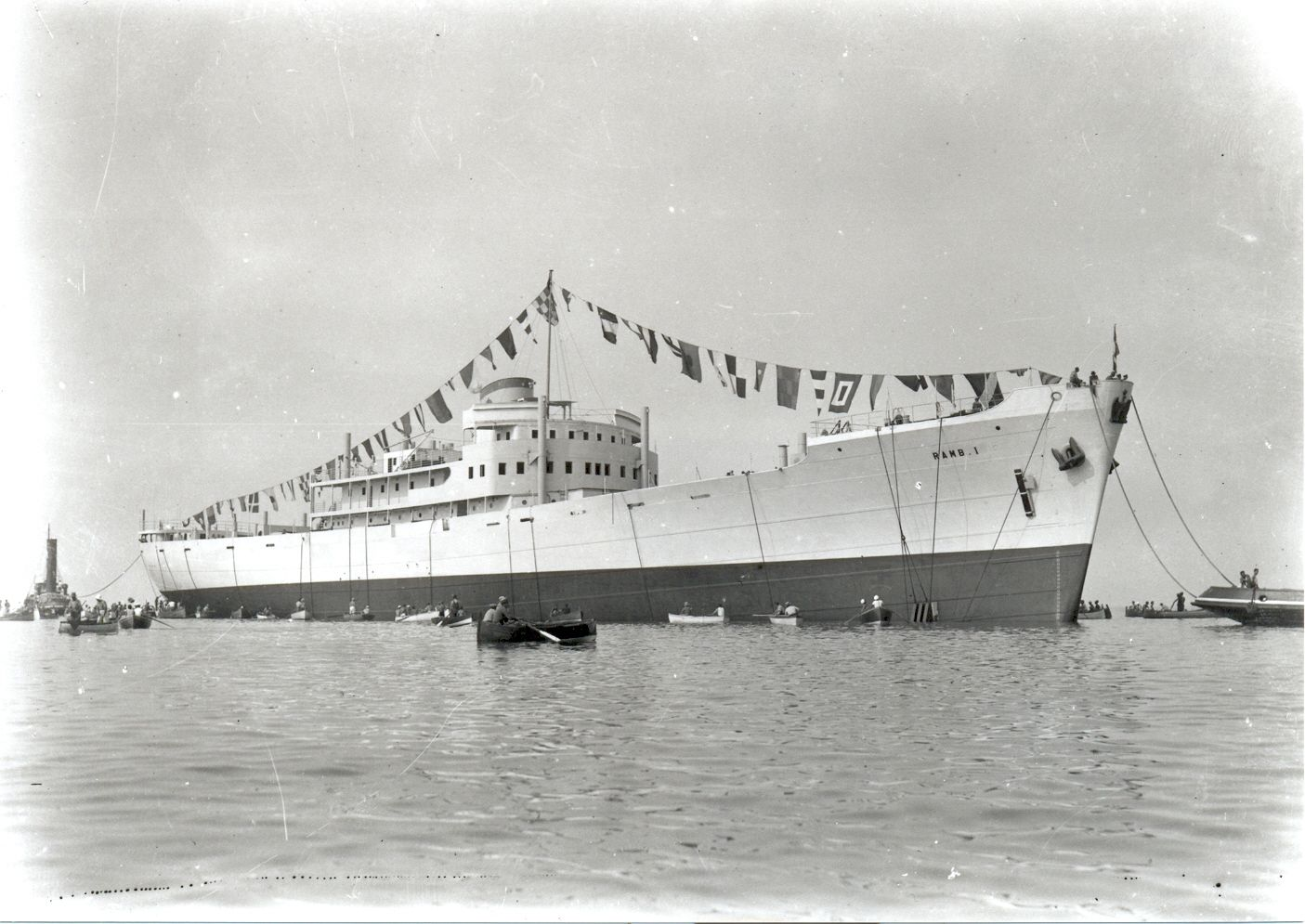
Sesterská loď Ramb I

Italskou nákladní loď a zároveň pomocný křižník Ramb III postavila roku 1938 italská loděnice Ansaldo v Janově. Byla jednou ze čtyř lodí pojmenovaných Ramb I až Ramb IV.

## Konstrukce
Plavidlo poháněly dva diesely Fiat o celkovém výkonu 7200 hp. Nejvyšší rychlost dosahovala 17 uzlů.

## Služba

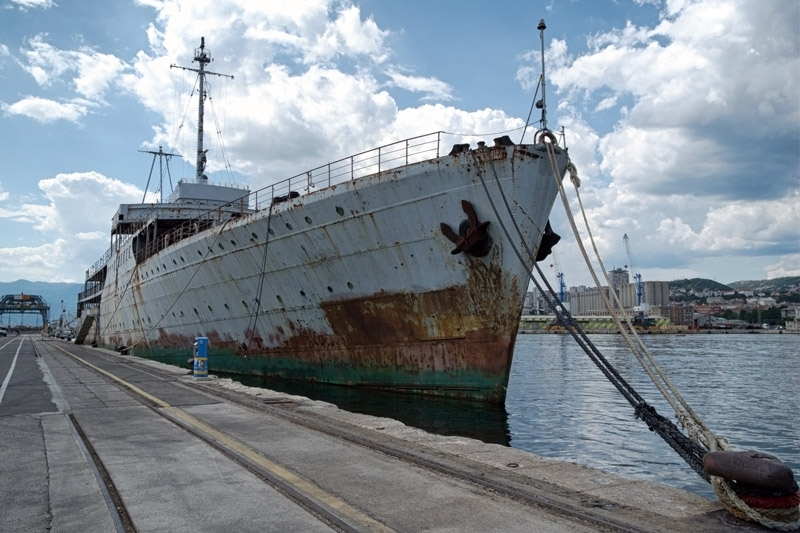
Detail přídě

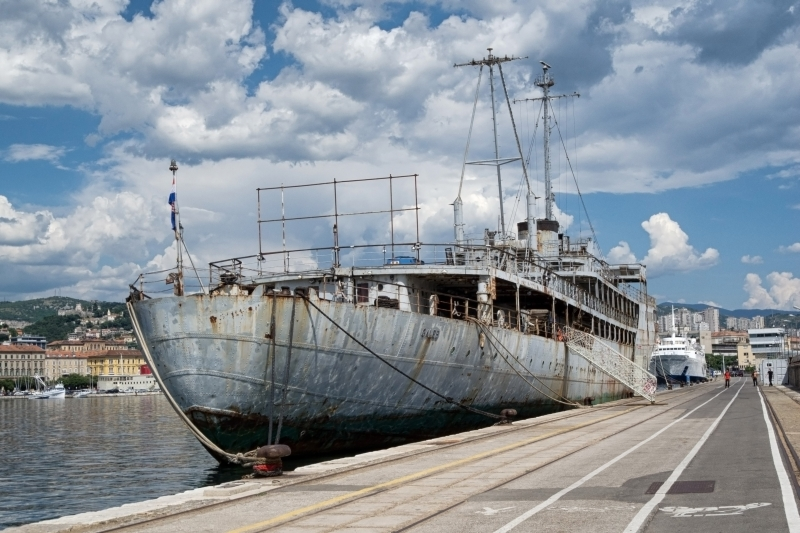
Detail zádě

Hlavním mírovým posláním plavidla Ramb III byla přeprava banánů z Italské východní Afriky do Itálie. Po vypuknutí druhé světové války se podílelo na zásobování italských vojsk v Libyi. Po italské kapitulaci roku 1943 byla loď ukořistěna Němci a zařazena do Kriegsmarine jako minonoska Kiebitz. Roku 1944 byla potopena spojeneckým letectvem.
Roku 1948 byla loď vyzvednuta z hloubky 22 metrů a zařazena do jugoslávského námořnictva jako cvičná loď Galeb. Plavidlo při inspekci zaujalo maršála Tita, který ji od roku 1952 až do své smrti roku 1980 využíval jako svou osobní jachtu (Tito využíval ještě menší jachtu Vis). Tehdy to byla třetí největší jachta na světě. Při premiérové plavbě Galeb přepravil Tita do Velké Británie k setkání s Winstonem Churchillem. Loď tehdy zakotvila na řece Temži. V dalších letech ji navštívila řada politiků, osobností a celebrit, například Nikita Chruščov, Haile Selassie I., Gamal Násir, Sophia Lorenová, Elizabeth Taylorová, nebo Richard Burton.
Po válce v Jugoslávii na počátku 90. let Galeb připadl Srbsku a Černé Hoře, nebyl však nijak využíván a rychle chátral. Roku 2000 jej zakoupil rejdař John Paul Papanicolaou, který nechal Galeb přesunout do Rijeky k přestavbě na výletní loď. V tom mu však zabránil nedostatek financí a zdevastované plavidlo roku 2009 získalo v nucené dražbě město Rijeka s cílem jeho záchrany. Galeb se stal národní kulturní památkou. V roce 2020 bude Rijeka (společně s Galway) hlavním evropským městem kultury a Galeb bude při této příležitosti s využitím evropských dotací opraven a stane se součástí městského muzea v Rijece. Opravy mají začít roku 2017. Záměr vyvolal protesty chorvatské pravice, neboť Tito během své vlády potlačoval jakékoliv projevy nacionalismu.